# Comitato di Esztergom
Il comitato di Esztergom o comitato di Strigonio (in ungherese Esztergom vármegye, in slovacco Ostrihomská župa, in tedesco Komitat Gran, in latino Comitatus Strigoniensis) è stato un antico comitato del Regno d'Ungheria, oggi diviso tra l'Ungheria settentrionale e la Slovacchia meridionale. Capoluogo del comitato era l'omonima città di Esztergom (in italiano, ma desueto, Strigonio).

## Geografia fisica
Il comitato di Esztergom confinava con gli altri comitati di Bars, Hont, Pest-Pilis-Solt-Kiskun e Komárom. Geograficamente il territorio era quasi totalmente pianeggiante ed attraversato dal Danubio.

## Storia
In seguito al Trattato del Trianon (1920) la parte del comitato situata a nord del Danubio venne assegnata alla neocostituita Cecoslovacchia. La parte residuale del comitato (circa 65% del territorio) venne fusa con quel che rimaneva del comitato di Komárom a formare il nuovo comitato di Komárom-Esztergom, oggi facente parte dell'omonima contea ungherese. La parte slovacca del comitato appartiene invece alla regione di Nitra.